# Levantamiento Kérenski-Krasnov
El Levantamiento Kérenski-Krasnov fue un intento frustrado del primer ministro del Gobierno Provisional Ruso, A. F. Kérenski de recuperar el poder y aplastar el levantamiento bolchevique que acabó con su Gobierno en noviembre de 1917. Tuvo lugar entre el 26 de octubrejul./ 8 de noviembregreg. y 31 de octubrejul./ 13 de noviembregreg. de 1917.
Después de abandonar la capital rusa en busca de refuerzos con los que recuperar su control, ya entonces en manos del Sóviet de Petrogrado controlado por los bolcheviques, Kérenski llegó a Pskov, sede del mando del frente norte. No logró el apoyo de su comandante, el general Cheremísov, que estorbó sus intentos de reunir unidades para marchar sobre Petrogrado, pero sí el del general Krasnov, que avanzó hacia la capital con alrededor de setecientos cosacos. En Petrogrado, los adversarios de la Revolución de Octubre preparaban un levantamiento que debía coincidir con el asalto de la ciudad por las fuerzas de Kérenski.
Los bolcheviques tuvieron que improvisar la defensa de las colinas al sur de la urbe y esperar el asalto de las tropas de Kérenski que, a pesar de los esfuerzos del alto mando, no recibieron refuerzos. El choque en las colinas de Púlkovo acabó con la retirada de los cosacos después de que el amotinamiento junker fracasase prematuramente y no recibiesen el respaldo necesario de otras unidades para forzar las defensas. Las conversaciones entre los bandos terminó con la huida de Kérenski, temeroso de ser entregado por sus propios soldados a los bolcheviques, lo que constituyó el fin efectivo de los intentos de restauración del derrocado Gobierno Provisional Ruso.

## Antecedentes

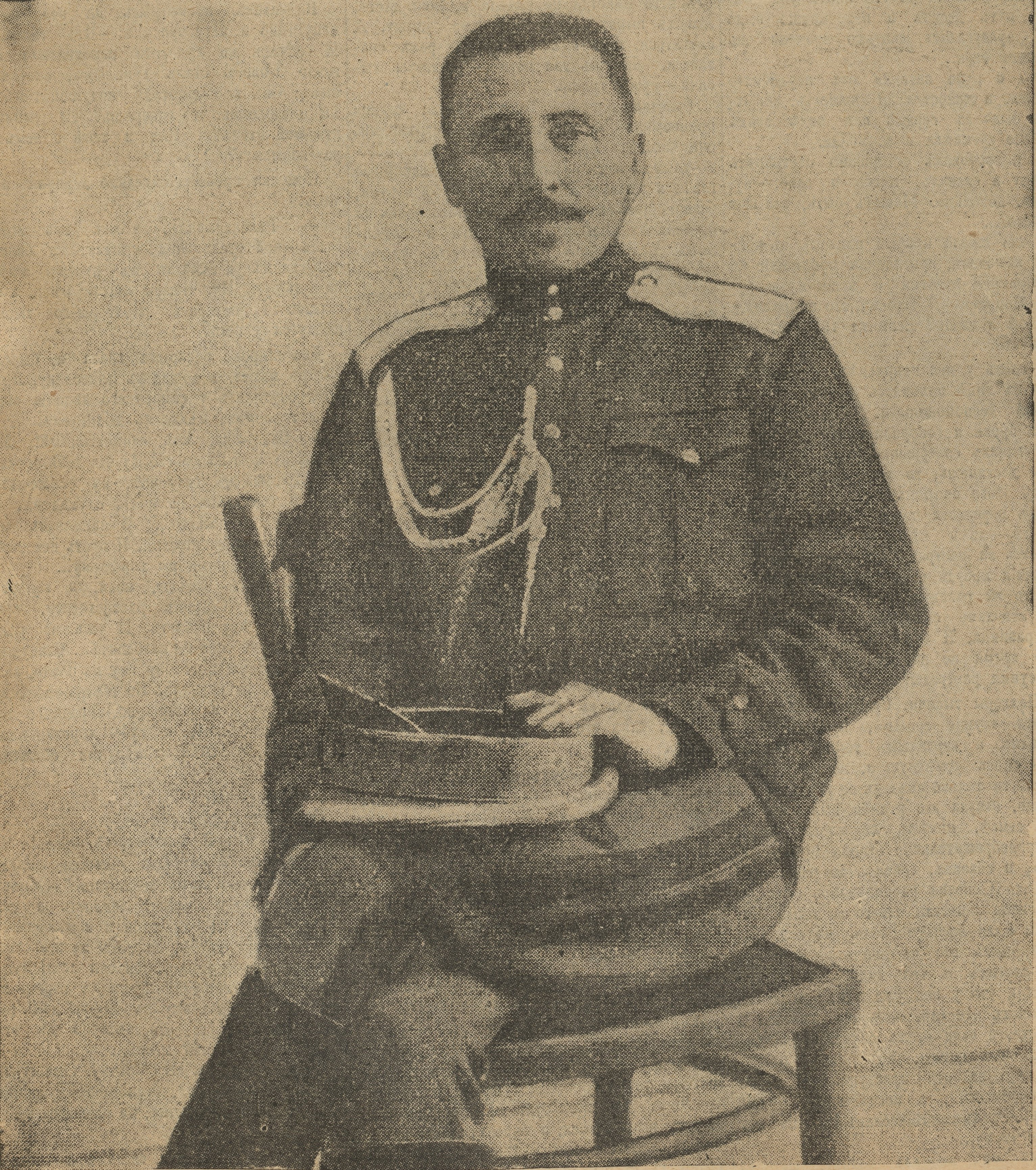
El general Vladímir Cheremísov, comandante del frente norte. Enemistado con Kérenski y con unas tropas favorables a los bolcheviques, estorbó las medidas de aquel para recuperar el poder.

Kérenski, que había abandonado Petrogrado durante la Revolución de Octubre, buscó tropas que pudiesen acudir a la capital, pero no las halló hasta alcanzar Pskov, a donde llegó alrededor de las 21:00 del 25 de octubrejul./ 7 de noviembregreg.. En la primera ciudad con tropas cercanas a la capital, Gátchina, los soldados eran favorables a los bolcheviques y Kérenski se libró por poco de ser arrestado.
En Pskov se encontraba el cuartel general del frente norte al mando del general Cheremísov; allí Kérenski entró en contacto con el general Piotr Krasnov, al mando del III Cuerpo de Caballería, que había tomado parte en el golpe de Kornílov. Juntos reunieron algunas unidades del cuerpo para marchar sobre la capital, a pesar de las dudas del comisario del mismo, que no confiaba en la fiabilidad de unas tropas hostiles a Kérenski. Krasnov, oficial monárquico de la vieja escuela, no era muy partidario de Kérenski, pero aceptó la aseveración de este de que la mayoría del Ejército lo respaldaría frente a los bolcheviques.
Por su parte, Cheremísov, cuyas tropas se hallaban en la práctica bajo control bolchevique y que mantenía malas relaciones con Kérenski, había rescindido las órdenes de auxiliar al Gobierno provisional mediante el envío de su frente a Petrogrado. A su llegada, le había comunicado que era incapaz de garantizar su seguridad si permanecía en la ciudad y que debía abandonarla de inmediato. Cheremísov se negó a auxiliar al ex primer ministro. El comité militar revolucionario local controlaba las comunicaciones y los transportes y vigilaba las acciones de los mandos. Cheremísov había estorbado además las comunicaciones de Kérenski con el resto de mandos del frente y comunicado al alto mando su nombramiento como comandante en jefe y la orden de detener la marcha de las tropas sobre la capital, noticias ambas que eran falsas.

## Operaciones militares
La noche del 26 de octubrejul./ 8 de noviembregreg., Kérenski se hallaba de nuevo a las afueras de la capital con algo más de seiscientos cosacos —doce escuadrones y medio de sesenta hombres—, algunos cañones, un tren blindado y un carro blindado. La dispersión del III Cuerpo y la falta de favor de Kérenski entre las tropas impidieron reunir mayores fuerzas y únicamente marcharon hacia la capital las acantonadas en Óstrov. Krasnov, de todas formas, confiaba en que sus tropas cosacas recibirían refuerzos. Los escasos cosacos atravesaron Pskov en tren a toda velocidad para evitar el enfrentamiento con las tropas que ocupaban la estación y continuaron hacia Gátchina.
A la mañana siguiente, las tropas tomaron Gátchina sin encontrar resistencia y se prepararon para el asalto de las posiciones bolcheviques mientras esperaban refuerzos. Diversas circunstancias, sin embargo, evitaron la llegada de nuevas fuerzas a Kérenski: la neutralidad de muchos oficiales como el comandante del frente norte, general Cheremísov, el rechazo de la mayor parte del Ejército a combatir, la influencia creciente de los bolcheviques sobre las tropas o la renuencia a colaborar en la operación de los ferroviarios. Cheremísov, en malas relaciones con Kérenski por una ofensa personal anterior, había ordenado que no se enviasen tropas a la capital el día anterior, declarando que el Ejército no debía mezclarse en política. Kérenski solo recibió el refuerzo de un tren blindado y un regimiento proveniente de Luga. En Gátchina solo unos pocos oficiales de la escuela de aviación se unieron a los cosacos de Krasnov; contribuyeron con un par de aviones y un carro blindado y lanzaron octavillas sobre la capital.

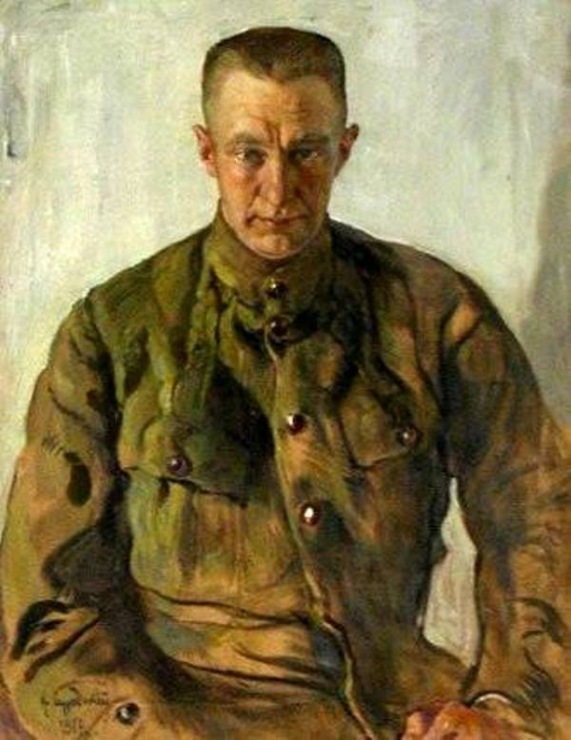
El derrocado presidente del Gobierno Provisional Ruso, Aleksandr Kérenski, que trató en vano de recuperar el control de Petrogrado con las escasas tropas cosacas que aceptaron marchar contra la ciudad. Paradójicamente, eran las mismas que habían protagonizado el golpe de Kornílov en su contra semanas antes.

Pasada la medianoche del 28 de octubrejul./ 10 de noviembregreg., sus escasas fuerzas, exageradas por el Gobierno de Lenin que las creía mucho mayores, tomaron Tsárskoye Seló. En esta localidad se produjeron los primeros combates; Krasnov, no obstante, ahuyentó a los guardias rojos gracias a su artillería ligera. Su avance, sin embargo, era lento por la falta de refuerzos, especialmente de infantería. En Tsárskoye Seló, la gran guarnición —dieciséis mil hombres—, que superaba en veinte a uno a las fuerzas del Krasnov, declaró su neutralidad en el enfrentamiento. Por su parte, el comité militar revolucionario bolchevique se estaba preparando para defender la capital y envió al frente a las mejores tropas con las que contaba en Petrogrado. Guardias rojos, civiles y marinos se unieron a las unidades de la guarnición que partieron hacia el sur de la ciudad para establecer las defensas. El mando quedó en manos del coronel Muraviov, al que Chudnovski quedó agregado como comisario; Trotski y Pável Dybenko les acompañaron para supervisar la operación.
Mientras, en Petrogrado los exministros mencheviques animaban a los funcionarios a oponerse al nuevo Gobierno bolchevique, el Sovnarkom, mediante huelgas y los partidarios del antiguo Gobierno, coordinados por el Comité de Salvación de la Patria y la Revolución controlado por los socialrevolucionarios (PSR), planeaban un alzamiento simultáneo al inminente asalto de Kérenski. La presidencia del disuelto Preparlamento hizo un llamamiento al levantamiento contra el Gobierno de Lenin. El principal comisario militar del depuesto Gobierno provisional, Stankévich, partió a encontrarse con Kérenski en Gátchina para coordinar el levantamiento en la ciudad y el avance de las tropas de este.
Tras el fracaso del amotinamiento junker en Petrogrado, que hubo de precipitarse al ser descubierto, algunos miembros del comité central PSR se unieron a Kérenski tras huir de la capital. Las tropas de Krasnov no habían realizado intento alguno de ayudar a los sublevados en la capital. Abraham Gotz respaldó la búsqueda de infantería para reforzar a los cosacos en su marcha sobre la capital, tanto en el frente como en las guarniciones de los alrededores de la ciudad, en las que se contaban miles de soldados. En el frente, predominaban los mencheviques y socialrevolucionarios en los comités de las unidades, pero no entre los soldados, cada vez más cercanos a los bolcheviques. El ejército más cercano a la capital, el 12.º, perteneciente al frente norte y con dos divisiones letonas selectas y favorables a los bolcheviques, se hallaba eligiendo su consejo, que acabó por formarse por favorables y opuestos a la Revolución de Octubre; las escasas unidades enviadas hacia la capital se negaron a avanzar más allá de Valk. Los otros dos ejércitos del frente norte, el 1.º y el 5.º, eran aún más favorables a los bolcheviques y opuestos a respaldar a Kérenski. Por su parte, las guarniciones de Gátchina y Tsárskoye Seló se habían declarado neutrales y no apoyaron el ataque de Kérenski contra la capital. Finalmente se constató el fracaso de los distintos esfuerzos para obtener más tropas bien del frente o de las guarniciones cercanas.
El 30 de octubrejul./ 12 de noviembre de 1917greg., ante las noticias de excesos en la capital tras el aplastamiento del alzamiento de los cadetes, trató de avanzar desde Tsárskoye Seló enfrentándose a las fuerzas bolcheviques, atrincheradas y veinte veces más numerosas. A pesar de avanzar con facilidad contra los guardias rojos, los cosacos se encontraron en peligro de ser atacados en sus flancos por los marinos mandados por Dybenko. Los cosacos fueron rechazados en las colinas del Púlkovo y tuvieron que evacuar Tsárskoye Seló y regresar a Gátchina para evitar ser rodeados. El choque había sido confuso y cruento. Las fuerzas de Kérenski comenzaron a dispersarse en la retirada y parte de ellas confraternizaron con las bolcheviques con la esperanza de regresar a sus hogares. La falta de apoyo había minado la moral de las escasas tropas cosacas de Kérenski.
El 1 de noviembrejul./ 14 de noviembregreg., la situación se había deteriorado tanto que Kérenski se hallaba en peligro de ser detenido por sus propios hombres y entregado a los bolcheviques; los dirigentes socialrevolucionarios le hicieron huir vestido de marino. La fuga de Kérenski puso fin a las esperanzas de restaurar el Gobierno provisional; a partir de entonces los opuestos a la Revolución de Octubre no trataron de resucitarlo, sino de crear un nuevo Gobierno alternativo al bolchevique. La derrota de Kérenski, junto con la victoria bolchevique en los duros combates de Moscú, aseguraron temporalmente el poder de Lenin y sus partidarios; la capital se encontró temporalmente a salvo de posibles asaltos militares.
Por su parte, Krasnov fue capturado, pero pronto liberado tras prometer no combatir a las autoridades soviéticas, promesa que rompió pronto: se convirtió en dirigente de un movimiento antibolchevique al frente de los cosacos del Don.